# Crema cremada
La crema cremada, crema casolana, crema de Sant Josep o crema catalana (o simplement crema) —en altres llengües crema catalana o crème catalane— són unes darreries típiques i tradicionals de la cuina catalana. És el dolç català més conegut, fet a base de llet, ous i sucre, que generalment es presenta amb una capa de sucre cremat a sobre.
Antigament era el dolç típic del dia de Sant Josep, el 19 de març, si bé avui se'n menja durant tot l'any, tant a casa com als restaurants i fondes de pertot. El gust i la popularitat de la crema han afavorit el naixement de més menges, com ara els gelats i licors de crema. També es fa servir com a farciment de coques o en batuts, torrons, etc.
Ja es troba en receptaris medievals, sent un dels llevants de taula més antics del país. També està ben documentada en la literatura catalana a partir del segle xiv.